# Andreas Papathanasiou
Andreas Papathanasiou (in greco: Ανδρέας Παπαθανασίου; Larnaca, 3 ottobre 1983) è un calciatore cipriota, attaccante dell'Alkī Larnaca 1948.

## Carriera

### Club
Ha giocato nella massima serie cipriota con l'Ermīs Aradippou, l'APOEL e l'Anorthōsis.

### Nazionale
Ha esordito con la nazionale cipriota nel 2004.

## Palmarès

### Club

#### Competizioni nazionali
- G' Katīgoria: 1

Ermīs Aradippou: 2006-2007
- Supercoppa di Cipro: 3

APOEL: 2008, 2009
Ermīs Aradippou: 2014
- B' Katīgoria: 1

Ermīs Aradippou: 2008-2009